# Rocco di Tommaso da Vicenza

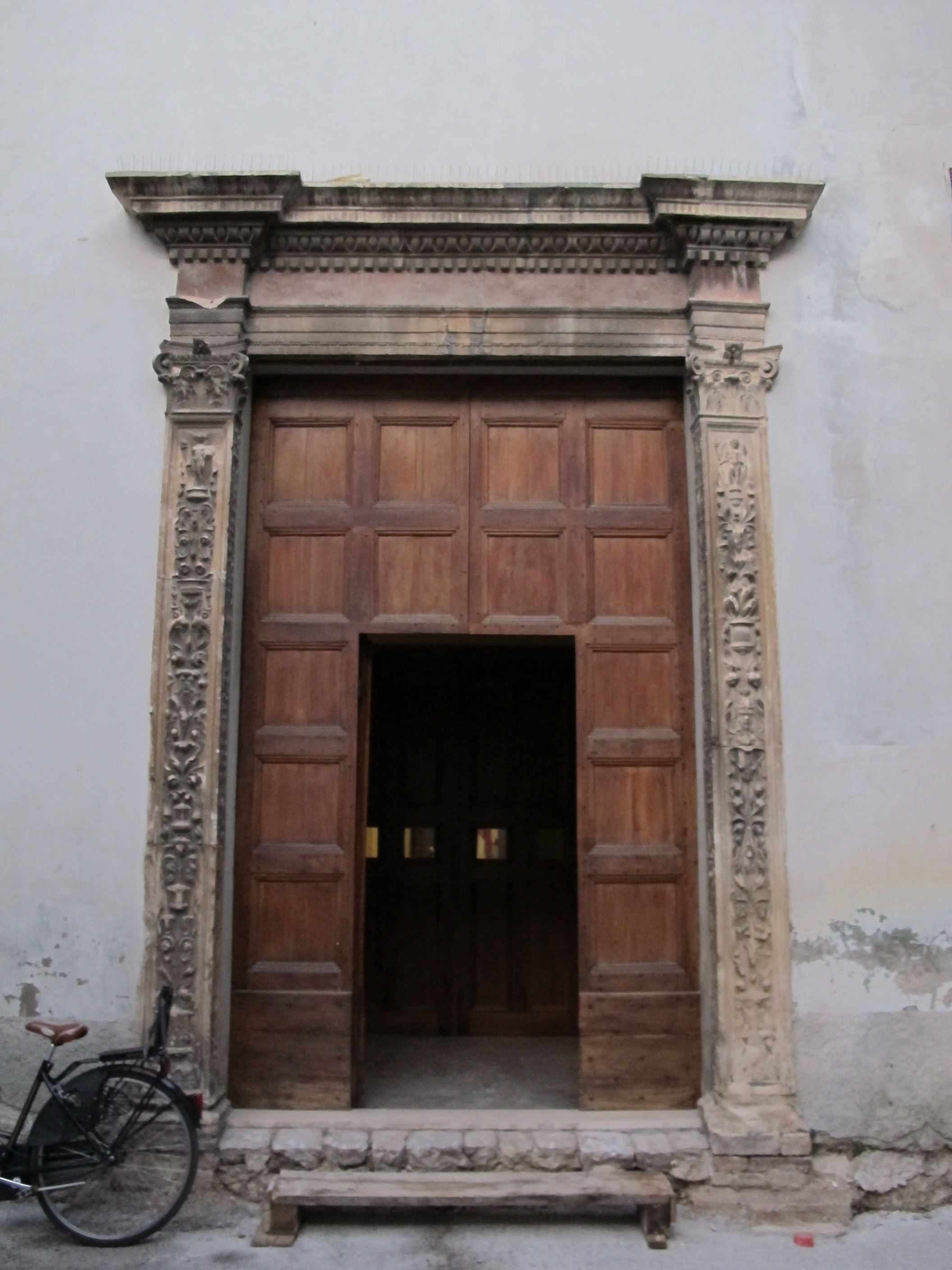
Portale laterale della Chiesa di Sant'Agostino a Foligno.

Rocco di Tommaso da Vicenza (Como, 1478 circa – Spello, 1529) è stato un architetto e scultore italiano che ha operato durante il Rinascimento, attivo, tra la fine del Quattrocento e i primi decenni del Cinquecento, soprattutto nell'Italia centrale, in particolare nelle Marche e in Umbria.

## Biografia
Figlio del luganese Tommaso di Bartolomeo, nacque a Como o nella Valle di Lugano per trasferirsi subito dopo a Padova e a Vicenza, dove lavorò con il padre e con il fratello Vincenzo come valente lapicida. Registrato sin dal 1494 nella matricola dei muratori e scalpellini vicentini, nel 1505 aveva già lavorato con il padre al duomo di Vicenza. È documentato a Vicenza fino al 1509.
Richiamato dallo stimolante clima artistico che regnava nello Stato Pontificio, nel 1512 aprì bottega a Spello, trasferendosi insieme a vari familiari e lavorando ancora con il fratello. Qui mantenne proficui e prolungati contatti con i Baglioni e in particolare con i canonici della collegiata di santa Maria Maggiore, che gli commissionarono subito il ciborio, terminato nel 1515 e significativo punto di partenza per altre opere in Umbria.
Contribuì, secondo alcune fonti, ma non tutte documentate, ai lavori del Tempio di Santa Maria della Consolazione di Todi (1515), del portale della Collegiata di Santa Maria Maggiore di Collescipoli, presso Terni (1515), del Duomo di San Lorenzo di Perugia (1519) e del Tempio dell'Annunziata di Camerino ed altre ancora.
Realizzò a Trevi un importante altare nella chiesa di Sant'Emiliano (1521-1525), la sua opera più celebre e ammirata dopo il ciborio di Spello. Dal 1515 è presente anche ad Assisi e a Bettona e nella direzione dei lavori della Cattedrale di San Feliciano, del nuovo Ospedale, della Chiesa di Sant'Agostino e di altri edifici di Foligno, città ove dimorò per vari anni, e nella quale è documentato anche come ingegnere idraulico, esperto della tarsia lignea e di pittura.
Nel 1525-1526 disegnò il progetto per il Santuario della Madonna di Mongiovino presso Panicale (famoso per un prodigio avvenutovi) dandogli un'impronta manieristica: la costruzione venne poi terminata da altri artisti, per quanto concerne la cupola, il campanile e la ricca decorazione interna, ed affidata ai pittori fiamminghi Pomarancio e a Orazio Alfani.
È documentato a Spello insieme alla famiglia fino al gennaio del 1529, presumibilmente il mese nel quale morì.